# باب کریستینسن
باب کریستینسن (انگلیسی: Bab Christensen; ۸ ژانویهٔ ۱۹۲۸ – ۱۰ آوریل ۲۰۱۷) هنرپیشه اهل نروژ بود.